# تامونزرافت (سيدي فلاح)
تامونزرافت هو دُوَّار يقع بجماعة سكورة أهل الوسط، إقليم ورزازات، جهة درعة تافيلالت في المملكة المغربية. ينتمي الدوّار لمشيخة سيدي فلاح التي تضم 4 دواوير. يقدر عدد سكانه بـ 344 نسمة حسب الإحصاء الرسمي للسكان والسكنى لسنة 2004.

## روابط خارجية
- البوابة الوطنية للجماعات الترابية نسخة محفوظة 12 مارس 2018 على موقع واي باك مشين.
- المندوبية السامية للتخطيط